# ردیابی برنامه‌ریزی
ردیابی برنامه‌ریزی (به انگلیسی: Trace scheduling) یک بهینه‌سازی روش طراحی و توسعه توسط جاش فیشر استفاده می‌شود در کامپایلر برای برنامه‌های کامپیوتری.
یک کامپایلر اغلب می‌تواند با مرتب کردن آن تولید ماشین آلات دستورالعمل برای اجرای سریع تر بهبود عملکرد برنامه است. آن را افزایش می‌دهد ILP (آموزش سطح موازی) در امتداد مهم اجرای مسیرهای آماری پیش بینی مکرر اعدام مسیر. ردیابی برنامه‌ریزی یکی از بسیاری از روش‌های شناخته شده برای انجام این کار است.
اثری است که دنباله ای از دستورالعمل‌ها از جمله شاخه اما نه از جمله حلقه این است که اعدام برای برخی از داده‌های ورودی. ردیابی برنامه‌ریزی با استفاده از یک پایه بلوک‌های برنامه‌ریزی روش برنامه دستورالعمل در کل هر اثری ابتدا با ردیابی با بالاترین فرکانس است. سپس می‌افزاید: جبران خسارت کد در ورود و خروج از هر اثری برای جبران هر گونه عوارض که از اجرای دستور ممکن است تا به حال است.
این می‌تواند در نتیجه افزایش بزرگ در کد و اندازه ضعیف یا نامنظم عملکرد اگر برنامه رفتار متفاوت است به‌طور قابل توجهی با ورودی.
ردیابی برنامه‌ریزی اصل توسعه یافته بود برای آموزش کلمه یا VLIW ماشین آلات و شکل جهانی کد حرکت است. این کار با تبدیل یک حلقه به خط مستقیم کد دنباله با استفاده از حلقه أنوندنج دستگاه و استاتیک شعبه پیش بینیاست. این فرایند جدا کردن «بعید» کد و می‌افزاید: گرداننده برای خروج از ردیابی. هدف این است که رایج‌ترین مورد اعدام به عنوان یک ترتیبی مجموعه ای از دستورالعمل‌های بدون شاخه است.